# 삼성 갤럭시 F13
삼성 갤럭시 F13(영어: Samsung Galaxy F13)은 삼성전자에서 제조한 스마트폰이다. 삼성 갤럭시 F 시리즈의 일부이다. 이 전화기는 2022년 6월 22일에 발표되었다.